# Nissan X-Trail
Nissan X-Trail (Japonsko: 日産・エクストレイル, Nissan Ekusutoreiru) je športno terensko vozilo, ki ga od leta 2000 izdeluje japonsko avtomobilsko podjetje Nissan. Do leta 2020 so na trg prišle tri generacije.
Gre za enega prvih športnih terencev proizvajalca Nissan, ki je na trg prišel približno v istem času kot športni terenci drugih avtomobilskih znamk. Njegovi največji tekmeci na trgu so bili takrat Ford Escape, Mazda Tribute, Toyota RAV4, Honda CR-V, Hyundai Tucson, Kia Sportage ter Suzuki Grand Vitara. Dimenzijsko je manjši od Xterre in Pathfinderja.
Na platformi X-Traila druge generacije (T31) so izdelovali tudi športnega terenca Nissan Rogue, avto, ki na videz zelo spominja na Nissan Qashqai. Voznik lahko izbira med tremi načini prenosa moči na kolesa, ki jih lahko spreminja preko elektronskega stikala na armaturni plošči. Izbira lahko med pogonom na prednji par koles, samodejnim pogonom na vsa štiri kolesa in pogonom na vsa štiri kolesa z zaporo diferenciala. 
Na voljo je tudi izvedenka motorjem na vodikove celice, model X-Trail FCV, ki pa je na voljo samo za najem. X-Trail se proizvaja v tovarni v mestu Kanda na japonskem otoku Kjušu, kjer proizvajajo tudi vse rezervne dele in motorje. Sestavljanje avtomobilov iz delov z Japonskega se opravlja še v več državah po svetu. 

## Motorji
Z japonski trg je X-Trail na voljo z motorjem SR20VET z močjo 206 kW (280 KM), ki se vgrajuje v model X-Trail GT. Avstralsko različico poganja motor QR25DE 2.5 L štirivaljni motor, ki je v osnovni različici proizvajal 132 kW (177 KM). Januarja 2006 pa mu je bila tovarniško moč zmanjšana na 123 kW (169 KM). Na voljo je bila tudi različica s štirivaljnim motorjem QR20DE, ki je proizvajal 103 kW (140 KM) ali 110 kW (150 KM). Na voljo je bil ročni ali avtomatski menjalnik.
V Združenem kraljestvu se je najbolje prodajal model z 2,2-litrskim turbo dizelskim motorjem YD22DDTi.
X-Trail je bil doslej izdelan v treh generacijah, generaciji 1, 2 (na platformi Nissan FF-S) in generaciji 3 (na platformi Nissan/Renault C). Med prvo in drugo generacijo je bila razlika bolj kozmetične narave, tretja generacija pa je bila bolj celostno spremenjena.

## Prva generacija (T30; 2000–2007)
Prvič je bil X-Trail javnosti predstavljen septembra 2000 na pariškem avtomobilskem salonu. Nissan je s proizvodnjo začel oktobra, s prodajo na japonskem trgu pa novembra 2000. Avto je izdelan na platformi Nissan FF-S, ki so jo pred tem uporabljali že na modelih Nissan Almera in Nissan Primera.
V Kanadi sta se prodajala X-Traila modelnih let 2005 in 2006 (čeprav je Nissan Canada avto oglaševala do leta 2007). V Mehiki se je X-Trail začel prodajati leta 2003. Od sredine leta 2003 je bil na voljo tudi na Filipinih. Leta 2007 je Nissan predstavil posodobljen model T31, ki je bil od avtomobila prve generacije nekoliko večji, spremembe pa so bile opazne tudi na zunanjosti vozila. V avtomobilih nove generacije so predstavili tudi nov motor. Tako je bil v modelu T31 na voljo 2.0-litrski turbodizelski motor s 150 ali 177 KM. Novi model je imel boljši izkoristek in nekoliko nižje emisije. Tretja generacije, ki je pravzaprav predstavljala povsem spremenjeno vozilo je bila T32, na trg pa je prišla leta 2013.  
V Združenem kraljestvu je bila prva generacija X-Trailov od začetka prodaje do leta 2004 na voljo s tremi nivoji opreme: S, Sport in SE+. Leta 2005 se je na trgu pojavil tudi model FatFace, ki je temeljil na modelu Sport. Skupaj je bilo izdelanih 1998 teh X-Trailov, posvečeni pa so bili obletnici FatFace-a. Oznake za opremo so takrat spremenili na: SE, Sport, SVE in T-Spec. Vsi modeli so bili opremljeni z električnim pomikom stekel, električnimi zunanjimi ogledali (na modelih SVE in T-Spec so bila zunanja ogledala opremljena tudi z električnim zapiranjem), klimatsko napravo, enojnim CD predvajalnikom, štirimi zračnimi blazinami in daljinskim centralnim zaklepanjem. 
V Avstraliji so bile na voljo različice z opremo ST, ST-S, Ti in Ti-L. Poleg tega so se prodajale tudi omejene serije vozil z oznakami ST-X, ST-R, ST-S, ki so obeleževale 40. obletnico podjetja.  40th anniversary models. Vsi avstralski modeli so bili opremljeni z električnim pomikom stekel, električnimi zunanjimi ogledali (na modelu Ti-L tudi z električnim zapiranjem), enojnim CD predvajalnikom, dvema zračnima blazinama ter centralnim daljinskim zaklepanjem. Na modelu ST-S je bilo poleg opreme modela ST, na vozilo nameščeno tudi strešno okno in 16-inčna platišča iz lahke litine. Ti je imel poleg opreme modela ST vgrajeno še klimatsko napravo, izmenjevalnik za 6 kompaktnih diskov, luči za meglo in 16-inčna platišča iz lahke litine. Model Ti-L je imel poleg osnovne opreme modela Ti, vgrajene tudi usnjene sedeže z električnim pomikom, strešno okno in možnost vgraditve DVD predvajanika. Omejena serija ST-R je imela poleg standardne opreme modela ST, na strehi nameščene sani z vgrajenimi lučmi. ST-S 40th Anniversary je bila serija, ki je imela poleg standardne opreme modela ST-S nameščene še luči za meglo. 
Leta 2007 je Nissan predstavil popolnoma prenovljeni model X-Trail T31, ki naj bi zamenjal model T30. Novi model T31 je bil na voljo s tremi bencinskimi in dvemi dizelskimi motorji. Stari motor 2.2 CC dCI je zamenjal novi 2.0 CC dCI s 150 in 177 KM. 

### GT
Od sredine 2002 do 2009, je Nissan izdeloval posebno različico X-Traila, ki je bila opremljena z bencinskim turbinskim motorjem SR20VET, ki je proizvajal 276 hp (206 kW). Ta model, imenovan X-Trail GT, je bil na voljo samo na japonskem tržišču.

### Tajvan
Leta 2003 je Yulon, tajvanski zastopnik vozil Nissan, predstavil model X-Trail, prilagojen tajvanskemu trgu. Kozmetične popravke je pripravilo podjetje Yulon Asia Technical Center pod nadzorom Yulon-Nissan Motors. Tako popravljen model se je na Tajvanu prodajal do leta 2006, nato pa je bila uvedena še ena kozmetična nadgradnja v obliki novih prednjih odbijačev, rešetk za zrak, prednjih žarometov in zadnjih luči, ki so bile po novem opremljene z LED diodami. 
Yulon-Nissan zaradi te pozne kozmetične nadgradnje ni nikoli prodajal modela T31. Do leta 2008 so tako na Tajvanu prodajali model T30, nato pa so X-Trail nadomestili z ameriškim modelom Nissan Rogue prve generacije. X-Trail se je tako na Tajvanu začel ponovno prodajati šele leta 2015, s prihodom tretje generacije, modela T32. 
Kanada
Leta 2006 je Nissan Canada začel predvajati oglas za Nissan X-Trail Bonavista Edition, v katerem je prodajalec govoril v nerazumljivem dialektu novofundlandščine. Poteza se je izkazala za nespametno, saj je takratna županka Bonaviste, Betty Fitzgerald, Nissan obtožila žaljenja čustev ljudi, saj naj bi prebivalce Bonaviste prikazovala kot ljudi, ki še govoriti ne znajo pravilno. 

### Galerija
Pred lepotnimi posodobitvami
- Spredaj (različica ST)
- Zadaj (različica ST)

Po lepotnih posodobitvah
- Spredaj (različica Aventura)
- Zadaj (različica Ti-L)

Tajvanska različica pred lepotnimi posodobitvami
- Spredaj
- Zadaj

Tajvanska različica po lepotnih posodobitvah
- Spredaj
- Zadaj

## Druga generacija (T31; 2007–2013)
Nissan X-Trail druge generacije je bil prvič predstavljen ne ženevskem avtomobilskem salonu, marca 2007. Na Japonskem se je začel prodajati avgusta 2007, v Evropi v zadnjih mesecih leta 2007, v Avstraliji in Mehiki pa konec leta 2007. Od prejšnje genracije je bil T31 nekoliko večji, izdelan pa je bil na platformi Nissan C.
Druga generacija X-Traila se ni prodajala na trgu v ZDA in Kanadi. Tam je X-Traila nadomestil Rogue.
X-Trail GT s turbinskim bencinskim motorjem SR20VET ni bil na voljo v drugi generaciji X-Traila. Razlog zato je bila omejitev emisij, ki jih je Japonska sprejela leta 2005. Septembra 2008 je na trg prišla različica 20GT, ki je bila opremljena z Renaultovim 2.0 litrskim turbodizelskim motorjem M9R, ki ga je Nissan razvil v sodelovanju z Renaultom. T31 je tako postal prvi dizelski model X-Traila, ki se je prodajal na japonskem trgu. 
Prve lepotne popravke je druga genracija X-Traila dočakala julija 2010, ko so na japonskem trgu začeli s prodajo omejeno serijo vozil Nissan X-Trail Platinum. Januarja 2012 so s prodajo te serije začeli tudi v Združenem kraljestvu. Ta omejena serija je bila opremljena povsem drugače kot ostale. V Združenem kraljestvu so prodali 200 vozil Platinum.
T31 se je prodajal tudi v Maleziji, kjer so prodajali vozila, uvožena iz Indonezije. Na voljo je bila samo ena različica, opremljena z motorjem MR20DE in CVT menjalnikom. April 2013 je prišla na trg tudi lepotno popravljena različica.

### Galerija
Pred lepotnimi popravki
- Spredaj (različica Ti; Avstralija)
- Zadaj (različica Adventure; Avstralija)

Po lepotnih popravkih
- Spredaj (različica Ti; Avstralija)
- Zadaj (različica ST; Avstralija)

### Dongfeng Fengdu MX6
Marca 2015 je na kitajski trg prišel model Dongfeng Nissan Passenger Vehicle Company (DFL-PV), ki je bil poimenovan tudi Dongfeng Fengdu MX6. Vozilo je bilo izdelovano v različicah 4WD in 2WD. Bil je opremljen z 2.0 litrskim motorjem MR20DE in šest stopenjskim ročnim menjalnikom ali brezstopenjskim CVT menjalnikom. Na voljo so bile tri vrste opreme: Standard, Excellence in Premium.
Dongfeng Fengdu MX6 CUV se je na kitajskem trgu pojavil marca 2015, cene pa so se gibale od 122.800 do 169.800 yuanov (19.760 – 27.330 USD). Dongfeng Fengdu MX6 je v resnici samo kopija Nissana X-Trail T31, od katerega se najbolj očitno razlikuje le po drugačnih prednjih in zadnjih odbijačih. Te so izdelovali v kitajski tovarni Zhengzhou-Nissan. Avto so prodajali pod imenom Dongfeng-Fengdu. Proizvajalec avta za Kitajsko je bilo podjetje Dongfeng Motor Corporation.

## Tretja generacija (T32; 2013–2021)
Tretja generacija X-Traila je bila izdelana na platformi Common Module Family (CMF), ki sta jo skupaj razvila Nissan in Renault. Zunanja podoba avtomobila vključuje linije, prisotne na modelih Qashqai, Murano in Patrol. Na Japonskem se avtomobil izdeluje v tovarni Nissan Motor Kyushu Co., Ltd. Kasneje je proizvodnja stekla tudi v tovarni v Sankt Petersburgu v Rusiji.
Avto je bil prvič prestavljen leta 2013 na frankfurtskem avtomobilskem salonu, sam avtomobil pa naj bi bil navdahnjen s konceptom Hi-Cross. Kasneje istega leta je bil avtomobil predstavljen tudi na 43. tokijskem avtomobilskem salonu, leta 2014 pa še na ženevskem avtomobilskem salonu.

## Prodaja
| Koledarsko leto | Evropa | Japonska | Kitajska | Tajska |
| --------------- | ------ | -------- | -------- | ------ |
| 2008            |        |          | 4166     |        |
| 2009            |        |          | 5505     |        |
| 2010            | 7430   |          | 32.011   |        |
| 2011            | 9.256  | 25.114   | 28.264   |        |
| 2012            | 8222   | 28,325   | 22.869   |        |
| 2013            | 5811   | 28.198   | 15.327   |        |
| 2014            | 16.178 | 53.736   | 114.459  | 574    |
| 2015            | 40.243 | 58.448   | 166.385  | 6755   |
| 2016            | 60.444 | 56.151   | 180.202  | 2824   |
| 2017            | 69.833 | 49.873   | 184.612  | 2094   |
| 2018            | 48.133 | 50.304   | 207.951  | 1594   |
| 2019            | 25.444 | 36.505   | 207.776  | 1218   |